# Ralf Krewinkel
Ralf Karel Hubert Krewinkel, né le 12 novembre 1974 à Kerkrade, est un homme politique néerlandais, membre du Parti travailliste. 
Krewinkel était bourgmestre de la commune d'Heerlen depuis le 31 août 2015. Pour des raisons de convenance personnelle il était remplacé temporairement par l'ancien chef de SP Emile Roemer depuis le 16 mars 2018. Il a finalement quitté le 18 mars 2019 parce qu'il y a été découvert qu'il avait postulé pour le poste de bourgmestre de Kerkrade pendant son arrêt maladie.
Il était bourgmestre de Beek de 2011 à 2015 et membre du Conseil municipal de Kerkrade de 1998 à 2006 et échevin de cette commune de 2006 à 2011.